# ايغور بورتنياغن
ايغور بورتنياغن (بالروسية: Портнягин, Игорь Игоревич)‏ (7 يناير 1989 بفلاديفوستوك في روسيا - ) هو لاعب كرة قدم روسي في مركز الهجوم. شارك مع منتخب روسيا تحت 21 سنة لكرة القدم ومنتخب روسيا لكرة القدم. أما مع النوادي، فقد لعب مع توم تومسك وروبين كازان ونادي كريليا سوفيتوف سامارا وFC Neftekhimik Nizhnekamsk ‏ وFC SOYUZ-Gazprom Izhevsk ‏ وFC Rubin-2 Kazan ‏ وسبارتاك نالتشيك.

## وصلات خارجية
- ايغور بورتنياغن على موقع قاعدة بيانات كرة القدم.إي يو (الإنجليزية)
- ايغور بورتنياغن على موقع ناشيونال فوتبول تيمز (الإنجليزية)
- ايغور بورتنياغن على موقع Soccerway.com (الإنجليزية)
- ايغور بورتنياغن على موقع عالم كرة القدم.نت (الإنجليزية)
- ايغور بورتنياغن على موقع AS.com (الإسبانية)